# Batman i Robin
Batman i Robin (eng. Batman & Robin) je fantastični film Joela Schumachera iz 1997., posljednji iz prvog filmskog serijala o Batmanu. U glavnim ulogama se pojavljuju Arnold Schwarzenegger kao G. Ledeni, George Clooney kao Batman, Uma Thurman kao Otrovna Ivy, Chris O'Donnell kao Robin te Alicia Silverstone kao Batgirl, nećakinja Wayneova batlera Alfreda (Michael Gough). Gough i Pat Hingle (Načelnik Gordon) su jedina dva glumca koji su se pojavili u sva četiri originalna filma o Batmanu. To je posljednji film u prvom serijalu koji se snimao od 1989. do 1997. u produkciji Warner Brosa. Serijal je u izmijenjenom tonu obnovljen 2005. s filmom Batman: Početak Christophera Nolana.
Batman i Robin snimljen je uz budžet od 125 milijuna dolara uz ukupnu svjetsku zaradu od 238 milijuna dolara. Na box officeu je debitirao na prvom mjestu. Unatoč komercijalnom uspjehu, film je naišao na opće negodovanje strip obožavatelja, kritičara i opće publike. Ismijan je zbog lošeg scenarija, a kritičari su ga zbog uvodne scene u kojoj se Batman i Robin sukobljavaju s G. Ledenim i njegovim ljudima igrajući neku vrstu hokeja nazvali Batman na ledu.

## Radnja
Film počinje s Batmanom i Robinom koji odlaze u muzej i nalijeću na G. Ledenog i njegove plaćenike. Ukradu dijamant, ali ih Batman zaustavi. Kako bi pobjegao od Batmana, Ledeni zarobljava Robina u ledu, što automatski znači da Batman ima jedanaest minuta da ga odledi ili će se smrznuti do smrti. Batman pušta Ledenog da pobjegne kako bi spasio mladog pomoćnika.
Priča se prebacuje u Južnu Ameriku gdje botaničarka Pamela Isley radi za dr. Jasona Woodruea. Woodrue joj odbije reći za koga radi, što pokušava postići i kakve to veze ima s venomom, formulom koju je ona razvila kako bi omogućila biljkama da se same zaštite. Ušuljavši se u šefov laboratorij, ona se zaprepasti kad ugleda kako Woodrue upotrijebio venom na sićušnom osuđeniku koji se pretvara u snažno čudovište zvano "Bane" (Jeep Swenson). Woodrue je otkrije i pokuša je pridobiti na svoju stranu. Nakon što ga je ona odbila, on obori cijelu policu s otrovima na nju. Isley kasnije ustane s poda laboratorija fizički izmijenjena iz šmokljana u prekrasnu zavodnicu. Zavede Woodruea i ubije ga poljubivši ga otrovnim usnama. Spali laboratorij, ali prije toga otkrije kako je Woodruea financirala tvrtka Wayne Enterprises. Odlučuje s Baneom poći u Gotham.
U Gothamu Alfreda Pennywortha iznenada posjećuje nećakinja, Barbara Wilson, a Bruce Wayne je pozove da ostane dok joj ne počne nastava. Ubrzo se doznaje da su joj roditelji poginuli u prometnoj nesreći te da je Alfred bio jako blizak s njenom majkom, Margaret, nadimka "Peg".
Wayne Enterprises na konferenciji za novinare otkriva novi teleskop, ali na svečanost upadne Isley. Predloži Bruceu Wayneu projekt koji bi mogao spasiti okoliš, no on odbije njezin prijedlog jer bi prema njemu poginuli milijuni ljudi. Te noći Wayne Enterprises održava svečanost sa specijalnim gostima, Batmanom i Robinom. Nakon što joj prvi plan nije uspio, ona odlučuje iskoristiti svoje sposobnosti kako bi zavela Batmana i Robina. Na svečanosti se odjednom pojavi netko odjeven u kostim majmuna i počne se svlačiti. Otkriva se da je to Otrovna Ivy odjevena u seksepilni kostim. Ona počne rasipati svoju feromonsku prašinu koja zavede sve prisutne muškarce, uključujući Batmana i Robina. Ivy se sama dadne na aukciju koja se održavala prije toga. Batman i Robin se odmah počnu natjecati za njezine seksualne usluge, a na kraju Batman pobjeđuje. No, ne uspijeva uživati u pobjedi jer na zabavu upada Ledeni i ukrade dijamant. Batman uhvati Ledenog i zabrani Robinu da pođe s njim jer na umu ima planove s Otrovnom Ivy.
Ledenog smještaju u ćeliju umobolnice u Arkhamu, ali ga spašava Ivy ubivši dvojicu policajaca poljupcem u usta. Čuvši novosti, Batman i Robin odjure u skrovište Ledenog i shvate da njega više nema tamo. Ulaze u prostoriju gdje Ledeni drži svoju ženu i saznaju za njenu bolest. Tijekom sukoba s Baneom, Ivy upotrijebi svoj miris kako bi odvratila pozornost i zavela Batmana i Robina. Iako Ivy umalo ne zavede Robina, Batman otkrije njenu smrtonosnu moć. Robin pobjesni na njega i potuče se s njim. Tijekom svađe, Ivy i Bane pobjegnu. Prije no što je pobjegla iz tvornice, Ivy, nakon što ju je Ledeni zamolio da mu spasi ženu, isključi komoru koja je održava na životu u naumu da Ledeni krene u osvetu. Ledeni dolazi u njeno skrovište i upita ju gdje mu je žena. Ona mu odvrati kako ju je Batman ubio isključivši joj umjetnu komoru, a Ledeni se udruži s njom u planu da uništi Gotham zajedno s ostatkom svijeta.
Na svečanosti otkrivanja novog teleskopa, načelniku Gordonu prilazi Ivy i zavede ga da joj preda ključeve policijske središnjice. Na nebu se pojavljuje Robinov signal koji je izradila Ivy nakon što su ona i Bane ukrali Bat-signal iz zgrade policije. Vidjevši to, Wayne kaže Dicku za Ivyne prave namjere i zamoli ga da mu vjeruje. Robin pronalazi signal i upita Ivy za plan Ledenog. Ivy mu otkrije njegov plan i konačno ga poljubi. No, Robin otkrije kako nosi gumene usne. Ona ga u bijesu zarobi, ali za njim ubrzo stiže Batman. Ivy pokuša pobjeći, ali se pojavljuje mlada kostimirana djevojka i sukobi se s njom. Ivy na kraju ostaje zarobljena u laticama divovske biljke. Batman i Robin ubrzo pobjegnu iz svojih zamki. Barbara se, odjevena u žensku verziju Bat-kostima, predstavi kao Batgirl i priopći im da zna za tajnu špilju. Njih troje se odluče poći u potragu za Ledenim. Dok su oni uspjeli doći do laboratorija u kojem se nalaze Ledeni i Bane, Gotham biva u potpunosti smrznut. Batgirl i Robin se sukobe s Baneom, a Robin mu na kraju uspije iščupati cijev s venomom, a on se pretvara i sićušnog muškarca kakav je i bio.
Batman i Ledeni nastavljaju svoj obračun, a Ledeni i dalje misli kako mu je Batman ubio ženu. Batman ga na kraju uspije svladati, a Batgirl i Robin odmrzavaju Gotham. Batman pokaže Ledenom snimku Ivy tijekom obračuna s Batgirl; snimka pokazuje kako Ivy govori Batgirl da je ona isključila dovod. Ledeni se razbjesni zbog izdaje, a Batman mu kaže kako mu žena nije mrtva; premještena je u Arkham i čeka ga da dovrši istraživanje. Batman upita Ledenog za lijek koji je proizveo za prvi stadij MacGregorovog sindroma, bolesti od koje boluje njegova žena, za prijatelja (Alfreda) koji umire. Ledeni se pokaje zbog svojih činova i dadne Batmanu lijek koji je razvio. Na imanju, Batman dadne Alfredu lijek. Pokazuje se kako je Ivy zatvorena u Arkham, a Ledeni ulazi unutra i kaže joj kako će joj biti cimer te da će joj zagorčati život zbog toga što mu je umalo ubila ženu. Sljedećeg jutra, Alfred se budi, živ i oporavljen. Svi se slože da dopuste Barbari da ostane na imanju, a trojac odlučuje kako će raditi zajedno u borbi protiv kriminala.

## Glumci
- George Clooney kao Bruce Wayne / Batman:[2] Batman se, ovaj put uz pomoć Robina i Batgirl, bori protiv troje zlikovaca: G. Ledenog, Otrovne Ivy i Banea. No, često se svađa s Robinom i tvrdi kako može funkcionirati i sam. Tek na kraju shvati kako je Robin dio obitelji i zamoli ga za pomoć u borbi protiv sila zla koje prijete Gotham Cityju.
- Chris O'Donnell kao Richard Dick / Robin: Robin je nezadovoljan ulogom druge violine i pokazuje slabosti pred ljepotom Otrovne Ivy.
- Arnold Schwarzenegger kao Doktor Victor Fries / G. Ledeni: Prije nego što je postao G. Ledeni, bio je briljantni znanstvenik poznat kao Victor Fries. No, tijekom svojih istraživanja je upao u tekući nitrogen. Preživio je, ali mu je tijelo postalo prilagodljivo jedino ledu. U isto vrijeme mu se razboljela žena, a kako bi je spasio, stavio ju je u vodeni spremnik. Nakon što se udružio s Otrovnom Ivy, smišlja plan o smrzavanju Gotham Cityja.
- Uma Thurman kao Doktorica Pamela Isley / Otrovna Ivy: Prije svoje preobrazbe, Ivy je bila dr. Pamela Isley, zaposlenica doktora Jasona Woodruea u Južnoj Americi. Nakon što joj je šef bacio otrovne kemikalije na nju, ona se diže iz mrtvih kao Otrovna Ivy i ubije Woodruea poljupcem punim otrova. Ivy uništi laboratorij i pobjegne s Baneom u Gotham City gdje se udružuje s Ledenim.
- Alicia Silverstone kao Barbara Wilson / Batgirl: Nova interpretacija lika Batgirl, koja je u filmu nećakinja Alfreda Pennywortha, za razliku od stripova gdje je opisana kao kćer načelnika Gordona. Izbačena je iz svog internata te je došla posjetiti "ujaka Alberta".
- Michael Gough kao Alfred Pennyworth: Vjerni sluga Brucea Waynea, često dobar savjetnik i Bruceu i Dicku. Alfred umire od MacGregorovog sindroma što je ista fikcionalna bolest od koje boluje i žena Ledenog. Iako bolestan, priprema nećakinji kostim kako bi se mogla boriti zajedno uz Batmana i Robina. Nakon što je svladao Ledenog, Batman mu daje lijek koji je ovaj razvio.
- Pat Hingle kao Načelnik Gordon: Šef policije Gotham Cityja.
- Elle Macpherson kao Julie Madison: Simpatija Brucea Waynea.
- John Glover kao Doktor Jason Woodrue: Woodrue je ludi znanstvenik koji je stvorio Banea i nesretnim slučajem transformirao Pamelu Isley u Otrovnu Ivy. On je prva žrtva njenog smrtonosnog poljupca.
- Vivica A. Fox kao Gđica. B. Haven: Jedina ženska članica bande G. Ledenog.
- Vendela K. Thomessen kao Nora Fries: Smrznuta žena G. Ledenog.
- Elizabeth Sanders kao Gossip Gerty: Najpopularnija trač-kolumnistica u Gotham Cityju.
- Jeep Swenson kao Antonio Diego / Bane: Za razliku od strip verzije u kojoj je inteligentni zlikovac, Bane je u filmu bezumni krvnik koji služi kao pobočnik i zaštitnik Otrovne Ivy. Jedva uspijeva govoriti, osim fraze "Majmunska posla!"[3]

### Cameo pojavljivanja
Reper Coolio i glumac Nicky Katt pojavljuju se u scenama biciklističke utrke. Američki senator iz Vermonta Patrick Leahy pojavljuje se kao natjecatelj na aukciji, a Jesse Ventura kao zaštitar u umobolnici Arkham.

## Razvoj
Nakon uspjeha Batman zauvijek, planiran je nastavak koji je trebao režirati Joel Schumacher, a glavne uloge su trebali reprizirati Val Kilmer i Chris O'Donnell. Kao sljedeća zlikovka određena je Otrovna Ivy, a prva kandidatkinja za ulogu bila je Julia Roberts. Akiva Goldmsan, koji je bio suscenarist na Batman zauvijek ponovno je angažiran za scenarista. Kako je prethodnik polučio veliki uspjeh kod djece, Warner Bros. je htio da i nastavak bude u tom stilu.
Kilmer je u veljači 1996. objavio kako se ne namjerava pojaviti u novom filmu smatrajući kako je Batman marginaliziran u odnosu na zlikovce, što je bio sličan razlog zbog kojeg je odustao i Michael Keaton. Kilmer je snimio Sveca uz honorar od 6 milijuna dolara - triput više od cifre koju je dobio za Batmana. Kad su ga pitali zašto nije htio snimiti nastavak, Kilmer je izjavio kako mu se lik Simona Templara učinio boljim od Brucea Waynea. Rekao je, "Simon je književni lik koji se koristi svojom dosjetljivošću, ne nasiljem. Batman je lik koji u cijelom gradu radi gužvu i trčkara u ogrtaču. O čemu se tu radi?" Nekoliko dana poslije George Clooney je preuzeo glavnu ulogu te potpisao ugovor za tri filma u vrijednosti od 28 milijuna dolara. Clooney je zbog ove uloge otkazao dugo pripremanu produkciju Zelenog obada.
Svoje mjesto u franšizi je konačno dočekala i Batgirl, a prvi izbor bila je Gwyneth Paltrow. No, odbila je ulogu. Isto je učinila i Kristin Chenoweth. Uloga je na kraju pripala Aliciji Silverstone. Za ovaj film je preimenovana u Barbara Wilson te je bila nećakinja Alfreda Pennywortha, a ne kći načelnika Gordona kao u stripovima. Za ulogu Otrovne Ivy figurirale su Julia Roberts, Demi Moore, Nicollette Sheridan i Sharon Stone. Moore je odbila ponudu, a nagađa se da su to učinile i Roberts i Sheridan. U ožujku 1996. angažirana je Uma Thurman. Kandidati za ulogu G. Ledenog bili su Anthony Hopkins, Patrick Stewart i Ben Kingsley, no na kraju je izbor pao na Arnolda Schwarzeneggera jer je Joel Schumacher smatrao kako Ledeni mora biti "krupan i snažan kao da je od stijene odvaljen". Producenti su u vidu imali i Sylvestera Stalloena i Hulka Hogana, u slučaju da Schwarzenegger ne prihvati ulogu.

## Reakcije

### Zarada
Objavljene financijske brojke pokazuju kako je film snimljen uz budžet od 125 milijuna dolara. Batman i Robin debitirao je na 1. mjestu box officea, a u prvom vikendu je u 2 934 kina zaradio 42,872,605 dolara, što su bila prva dva od samo nekoliko uspjeha. No, s vremenom popularnost filma je opala (vjerojatno zbog natjecanja s filmom Ljudi u crnom, još jednim ljetnim hitom), a u domaćim kinima je zaradio 107,325,195 dolara - manje od svih drugih filmova o Batmanu - te 130,881,927 u inozemstvu, s ukupnom zaradom od 238,207,122 dolara. To je s tehničke strane bio uspjeh, ali ne na razini kojoj se studio nadao, posebno zbog budžeta.

### Kritike
Unatoč osrednjem komercijalnom uspjehu, film je potpuno podbacio kod kritičara. Ismijavan je zbog lošeg scenarija, kičastog pristupa, sladunjavih rečenica i smiješnih kaskaderskih scena. Pisac Mark S. Reinhardt je rekao, "Kombinacija užasnog scenarija filma, ridikuloznih kostima, kičastih setova, neinspirirane režije itd. čine ga hrpom smeća što i jest". Leonard Maltin je u svojoj recenziji zapazio kako "priča ponekad nema smisla" te da su "akcijski efekti glasni, megalomanski i konačno zaglupljujući".
Kritičari su zbog scene u kojoj se Batman i Robin na ledu bore za dijamant s pomoćnicima G. Ledenog podrugljivo nazvali film Batman na ledu. George Clooney je bio posramljen filmom, rekavši "Mislim da smo ubili franšizu." U kratkom filmu "Batman Unbound" (koji se nalazi među specijalnim dodacima DVD-a Batman i Robin), Chris O'Donnell je usporedio iskustva sa snimanja Batman zauvijek i ovog filma rekavši "Kad sam snimao Batman zauvijek, činilo mi se kao da snimam film. Kad sam snimao Batman i Robin, činilo mi se kao da snimam reklamu za igračke." Još jedan razlog ismijavanja filma su dijalozi nabijeni igrama riječi koje su uglavnom izgovarali glavni zlikovci, G. Ledeni i Otrovna Ivy. Neke od najkritiziranijih igara riječima su one G. Ledenog kao što su: 'Bojim se da me moje stanje učinilo hladnim na tvoje molbe za milošću!', 'Nećeš me poslati u hladnjak!', 'Što je ubilo dinosaure? Lededno doba!' (rečenica koja je ismijana ne samo zato što nije smiješna nego i zato što je netočna), 'Vrijeme je za nabijanje leda!' i 'A, sada! Ohladite se!' Zapravo, mnogi kritičari i obožavatelji su istaknuli kako se činilo da su kičasti dijalozi, veliki broj naprava za svaku situaciju (činilo se kako Batman naizgled ima bezbroj spravčica za izazove povezane s ledom) te druga pretjerivanja inspirirani manje stripovima, a više televizijskom serijom iz šezdesetih s Adamom Westom i Burtom Wardom.
Izvedba Ume Thurman nikoga nije oduševila, a kritičari su je uspoređivali s glumicom Mae West. The New York Times je napisao, "kao i Mae West, i ona kombinira pravu ženstvenost s namigivanjem bez trunke ženstvenosti." Slično su napisali u Houston Chronicleu: Thurman, pokušavajući oponašati fatalne žene četrdesetih, ponekad imitira Mae West na način Jessice Rabbit." No, publika i mnogi drugi kritičari su istaknuli Thurmanin seksepil u ulozi Otrovne Ivy. Redatelj Joel Schumacher je priznao kako nije ponosan na svoje djelo. Warner Bros. je 18. listopada 2005. objavio DVD s komentarom redatelja. Schumacher je na njemu rekao kako je bio prisiljen ubaciti naprave koje bi mogle biti adaptirane u liniju igračaka i da je pretjerao u pokušaju da film učini podobnijim dječjoj publici od prethodnika. Branio je scenarista Akivu Goldsmana, rekavši, "Ako vam se ne sviđa film, krivite redatelja." Izvršni producent Michael Uslan je rekao, "Po mojoj procjeni-ne radite filmove, radite dvosatne inforeklame za igračke. I to je tužno. Jer, ako je redatelju dopušteno da jednostavno snimi sjajan film, vjerujem da ćete ipak prodati igračke".
U članku "Najbolji filmovi o superjunacima" na MSN Movies film je proglašen najgorim filmom o superjunacima. Rotten Tomatoes ga je 2007. svrstao na 88. mjesto od 94 filma snimljena prema stripovima. Michael J. Nelson se u svojoj knjizi Mike Nelson's Movie Megacheese referirao na lošu reputaciju filma: napisao je da to nije najgori film ikad, nego najgora stvar ikad na ljestvici svega što postoji. Nelson se kasnije udružio s glumcima iz serije Mystery Science Theater 3000 Billom Corbettom i Kevinom Murphyjem kako bi snimio audio komentar o filmu za RiffTrax. Rekao je kako je film "Najtraženiji na forumu." Clooney se našalio na račun filma u emisiji The Tonight Show s Jayom Lenoom, kad ga je voditelj upitao je li znao Arnolda Schwarzeneggera kad se Schwarzenegger prvi put kandidirao za guvernera Kalifornije. Clooney se našalio, "Da, znao sam ga, zajedno smo uništili franšizu o Batmanu!"

### Kućna izdanja
Batman i Robin objavljen je u listopadu 1997. na VHS-u i Laserdiscu. 1999. je objavljen i siromašno DVD izdanje sa sinopsisom filma kao jedinim dodatkom. Warner Bros. je 2005. objavio dvostruko specijalno izdanje Burtonovih i Schumacherovih filmova pod nazivom Batman: The Motion Picture Anthology.

## Soundtrack
Unatoč sveopćim negativnim kritikama filma, soundtrack je postao vrlo popularan. Na njemu su bile pjesme R. Kellyja, Arkarne, Jewel, The Goo Goo Dollsa, Bone Thugs-n-Harmonyja i The Smashing Pumpkinsa čija se pjesma "The End Is the Beginning Is the End" vrtila preko odjavne špice. Tri pjesme sa soundtracka završile su u top 10 hitova u SAD-u; radio-miks verzija "Foolish Game" Jewel, žestoka R&B verzija klasika "Poison Ivy" koju je snimila Me'shell Ndegeocello, kao i "Look into My Eyes" Bone Thugs-n-Harmonyja i "Gotham City" R. Kellyja. Nije bilo službenog izdanja glazbe Elliota Godlenthala, osim kratke suite na albumu, ali su bootleg kopije u optjecaju.

## Ostavština
Nakon slabe reakcije na film od strane kritičara, franšiza o Batmanu je stavljena na čekanje na gotovo osam godina. Warner Bros. je 2005. lansirao novi serijal s filmom Batman: Početak s originalnom pričom koja se nije nastavljala na Burtonove i Schumacherove filmove. Uloga Batmana pripala je 31-godišnjem britanskom glumcu Christianu Baleu koji se igrom slučaja prijavio za ulogu Robina u filmu Batman zauvijek. Joel Schumacher je isprva trebao snimiti nastavak Batmana i Robina nazvan Batman Triumphant. Premijera filma trebala je biti oko 2001., ali kako je zadnji film prošao jako loše na box officeu 1997., odlučili su ugasiti franšizu dok je posljednji film još igrao u kinima. George Clooney i Chris O'Donnell u novom su filmu trebali reprizirati svoje uloge. Zlikovci su trebali biti Strašilo (kojeg bi glumio Jeff Goldblum, Steve Buscemi, Christopher Lloyd ili Nicolas Cage) i Harley Quinn, koja je trebala biti Jokerova kćer (a ne simpatija, kao u animiranoj seriji i stripovima). Pojavile su se i glasine kako bi se Jack Nicholson vratio u ulozi Jokera u sekvenci snova. No, zbog lošeg rezultata Batmana i Robina, Triumphant je otkazan, a Warner Bros. je naručio nove scenarije.

## Vanjske poveznice
- Batman i Robin u internetskoj bazi filmova IMDb-a
- Batman i Robin na Rotten Tomatoes
- Batman i Robin na Box Office Mojo